# Herzogtum Modena-Breisgau
Das Herzogtum Modena-Breisgau war ein kurzlebiges reichsunmittelbares Territorium im Breisgau und der Ortenau, das sich 1803 bildete und bereits 1806 – als Folge des Friedens von Preßburg – überwiegend Teil des Kurfürstentums Baden wurde. Eine eigene Verwaltung hatte dieses Gebilde nur vom 2. März 1803 (Übernahme von Österreich) bis 25. September 1805 (Besetzung durch Frankreich).

## Langwierige Geburt eines neuen Reichsfürstentums
Breisgau und Ortenau gehörten zur Manövriermasse bei der napoleonischen Neuordnung Süddeutschlands.
Der Friedensvertrag von Campo Formio vom 17. Oktober 1797 hatte bereits bestimmt:
„ART. XVIII. Seine Majestät der Kaiser, König von Ungarn und von Böhmen, verpflichtet sich, an den Herzog von Modena als Entschädigung für die Länder, die dieser Prinz und seine Erben in Italien hatten, das Breisgau abzutreten, das er zu denselben Konditionen besitzen soll wie jene, zu denen er das Modenensische besaß.“
Nach dem Frieden von Campo Formio lehnte Ercole III. Rinaldo d’Este, der Herzog von Modena, den Breisgau als Entschädigung für seine italienischen Besitzungen ab, da dessen Wert ihm nicht angemessen erschien. Er verlangte nun zusätzlich die Ortenau. Im Juli 1802 gab es auch Gerüchte, dass der Herzog seine Ansprüche auf den Breisgau für 6 Millionen Gulden an den badischen Markgrafen Karl Friedrich verkaufen wolle. Erst in einem Abkommen zwischen dem deutschen Kaiser – vertreten durch Philipp von Cobenzl – und Frankreich – vertreten durch Joseph Bonaparte – vom 26. Dezember 1802 wurde der Konflikt unter russischer Vermittlung beigelegt und dem Herzog die Ortenau zugestanden. Österreich durfte sich im Gegenzug die Fürstbistümer Brixen und Trient einverleiben. Da gleichzeitig schon klar war, dass Erzherzog Ferdinand alle Ländereien des Herzogs von Modena erben würde, war dies für das Haus Habsburg eine vorteilhafte Regelung.
Der Friedensvertrag von Lunéville vom 9. Februar 1801 enthält folgende Bestimmung für den Breisgau:
„Art. IV. Der 18te Artickel des Tractats von Campo Formio wird ebenfalls dahin erneuert, daß Se. Maj. der Kaiser und König sich verbinden, dem Herzoge von Modena, zu seiner Entschädigung für die Länder, die dieser Fürst und seine Erben in Italien besaßen, das Breisgau abzutreten, welches derselbe mit den nemlichen Bedingnissen besitzen soll, unter welchen Er das Modenesische besaß.“
Der Reichsdeputationshauptschluss vom 25. Februar 1803 regelt in § 1, Absatz 4:
„Das Breisgau und die Ortenau werden die Entschädigung des vormaligen Herzogs von Modena für das Modenesische, dessen Zugehörden und Zuständigkeiten ausmachen. Dieser Fürst und seine Erben werden beide Lande nach dem buchstäblichen Inhalte des vierten Artikels des Lüneviller Friedensschlusses besitzen; welcher in dieser Rücksicht ohne einigen Vorbehalt oder Einschränkung von der Ortenau, wie von dem Breisgau zu verstehen ist.“
Die Reichsstädte Offenburg, Zell am Harmersbach, Gengenbach in der historischen Landschaft Ortenau wurden in § 5 dem Kurfürstentum Baden zugewiesen. Breisgau und Ortenau meinten lediglich die bisher vorderösterreichischen Oberämter Breisgau und Offenburg (früher Landvogtei Ortenau).
In § 32 wurde festgelegt, welche neuen, zusätzlichen Virilstimmen im Reichsfürstenrat vertreten sind. Dem Herzog von Modena wurden dabei jeweils 1 Stimme für den Breisgau und die Ortenau zugestanden, wobei der Breisgau die 67. und die Ortenau die 101. Stimme hatten.
Die Tochter des Herzogs von Modena, Maria Beatrice, war seit 1771 mit dem österreichischen Erzherzog Ferdinand Karl, dem vierten Sohn der Kaiserin Maria Theresia verheiratet. Nach dem Tod des Herzogs von Modena am 14. Oktober 1803 erbte Erzherzog Ferdinand, dessen Besitzungen im Breisgau und in der Ortenau.
Die administrative Loslösung des neuen Herzogtums aus dem österreichischen Staatsverband und der Aufbau einer neuen Verwaltung und eines neuen Justizwesens nahm einige Zeit in Anspruch. Hermann von Greiffenegg wurde zum Regierungspräsidenten ernannt.

## Der schnelle Untergang
Mit dem Beginn des Dritten Koalitionskrieges überschritten die französischen Truppen am 25. September 1805 den Rhein und besetzten auch den Breisgau.
Nach der für Napoleon siegreichen Schlacht bei Austerlitz am 2. Dezember 1805 trieb er die von ihm gewünschte Neuordnung des deutschen Südwestens kraftvoll voran und Kaiser Franz I. von Österreich musste im Frieden von Preßburg auch auf die Gebiete seines Onkels im Breisgau und in der Ortenau verzichten.
In Artikel VIII. des Friedensvertrages handelt er auch im Namen der Prinzen seines Hauses.
„Se. Majestät der Kaiser von Deutschland und Österreich leistet sowohl für sich, seine Erben und Nachfolger, als für die Prinzen seines Hauses, ihre Erben und resp. Nachfolger auf nachbenannte Fürstenthümer, Herrschaften, Domainen und Gebiete Verzicht, und überläßt und tritt ab...“
„An Se. Durchlaucht den Kurfürsten von Baden das Breisgau, mit Ausschluß der vorhin benannten und abgesonderten Besitzungen, die Ortenau mit allem, was dazu gehört, die Stadt Konstanz und die Kommenthurei Meinau.“
Zu Beginn des Jahres 1806 kam es aufgrund unterschiedlicher Interpretationen des Vertragstextes zu einer kurzfristigen württembergischen Besetzung des östlichen Breisgaus.
Am 15. April 1806 erfolgte die Übergabe des Breisgaus an Baden durch die französische Besatzungsmacht. Erzherzog Ferdinand Karl verstarb bereits am 24. Dezember 1806. Den Breisgau hatte er – wie auch sein Schwiegervater – nie betreten.
Napoleon machte im Zusammenhang mit dem Preßburger Frieden eine vage Zusage, dass er sich für eine Entschädigung von Erzherzog Ferdinand verwenden werde. Eine solche Entschädigung für den Breisgau erfolgte jedoch nie und man kam auf österreichischer Seite zu dem Schluss, dass Frankreich auch nie ernsthaft an eine solche Entschädigung dachte.

## Wiederbelebung des Herzogtums Modena
Der Wiener Kongress sprach Franz IV. von Österreich-Este, dem Sohn von Erzherzog Ferdinand Karl, wieder das Herzogtum Modena zu, das er bis zu seinem Tode 1846 beherrschte und das danach noch bis 1859 von seinem Sohn, Franz V. regiert wurde.

## Stationen der Abtrennung des Breisgaus von Österreich
| Datum              | Ereignis                                              | Anmerkungen | Link auf Dokument                   |
| ------------------ | ----------------------------------------------------- | --- | ----------------------------------- |
| 17. Oktober 1797   | Friede von Campo Formio                               | Dem Herzog von Modena wird der Breisgau als Entschädigung zugesprochen der Teil südlich des Hochrheins (Fricktal) wurde im Geheimartikel VI an die Schweiz abgetreten | ART. XVIII.                         |
| 9. Februar 1801    | Friede von Lunéville                                  | Dem Herzog von Modena wird der Breisgau als Entschädigung bestätigt                                                                                                   | Art. IV.                            |
| 1. November 1802   | Urkunde des Herzogs von Modena                        | Der Herzog von Modena ernennt Erzherzog Ferdinand zum Administrator für den Breisgau                                                                                  |                                     |
| 26. Dezember 1802  | französisch-österreichischer Vertrag                  | Dem Herzog von Modena wird zusätzlich die Ortenau als Entschädigung zugesprochen                                                                                      | Art. I.                             |
| 25. Februar 1803   | Reichsdeputationshauptschluss                         | Dem Herzog von Modena werden der Breisgau und die Ortenau als Entschädigung bestätigt                                                                                 | § 1, Absatz 4                       |
| 2. März 1803       | Übergabeakt                                           | Die österreichische Regierung übergibt Breisgau und Ortenau an den von Erzherzog Ferdinand zu seinem Regierungspräsidenten ernannten Hermann von Greiffenegg          | Entlassungs-Patent Übernahms-Patent |
| 1. Oktober 1803    | Landesordnung für das Herzogtum Breisgau-Ortenau      | Der Präsident H. von Greiffenegg legt die Verwaltungs- und Justizstruktur fest                                                                                        | Landesordnung                       |
| 14. Oktober 1803   | Herzog Herkules III. von Modena †                     | Erzherzog Ferdinand erbt Breisgau und Ortenau | Zeitungsnotiz                       |
| 11. Dezember 1805  | Vertrag von Brünn zwischen Frankreich und Württemberg | Ein Teil des Breisgaus wird Württemberg zugesprochen | Art. 4.                             |
| 20. Dezember 1805  | Vertrag von Wien zwischen Frankreich und Baden        | Der Breisgau wird größtenteils dem Kurfürstentum Baden zugesprochen                                                                                                   | Art. 1er.                           |
| 26. Dezember 1805  | Friede von Preßburg                                   | Der Breisgau wird nochmals größtenteils dem Kurfürstentum Baden zugesprochen                                                                                          | Art. VIII.                          |
| 15. April 1806     | Protokoll über die gepflogene Landes-Übergabe         | Die französische Besatzungsmacht übergibt Breisgau und Ortenau an das Kurfürstentum Baden                                                                             | Protokoll                           |
| 12. Juli 1806      | Rheinbundakte                                         | Baden erhält von Württemberg die Herrschaft Bonndorf, sowie auf Villingen, Bräunlingen und Tuttlingen                                                                 | Art. 14                             |
| 12. September 1806 | Übergabe Bonndorf                                     | Frankreich übergibt die ehemalige Reichsherrschaft Bonndorf an Baden.                                                                                                 |                                     |